# Guinotia dentata
Genre
Espèce
Synonymes
- Pseudothelphusa tenuipes
 Pocock, 1889

Statut de conservation UICN

 LC  : Préoccupation mineure
Guinotia dentata, parfois appelé cirrique ou sirique des rivières est une espèce de crabe d'eau douce que l'on rencontre dans les rivières des petites Antilles.

## Description
Sa carapace peut mesurer plus de 6 cm de large. Son aspect et sa couleur son caractéristique avec des pinces plus claires que la carapace.

## Biologie
On le rencontre dans les zones amont et moyenne des cours d'eau. Il vit uniquement en eau douce mais peut se rencontrer à plusieurs dizaines de mètres de toutes rivière. Les œufs portés par les femelles donnent naissance à des jeunes qui sont protégés par leur mère.

## Distribution
Ce crabe se rencontre à la Guadeloupe, à la Dominique, à la Martinique et à Sainte-Lucie.

## Notes

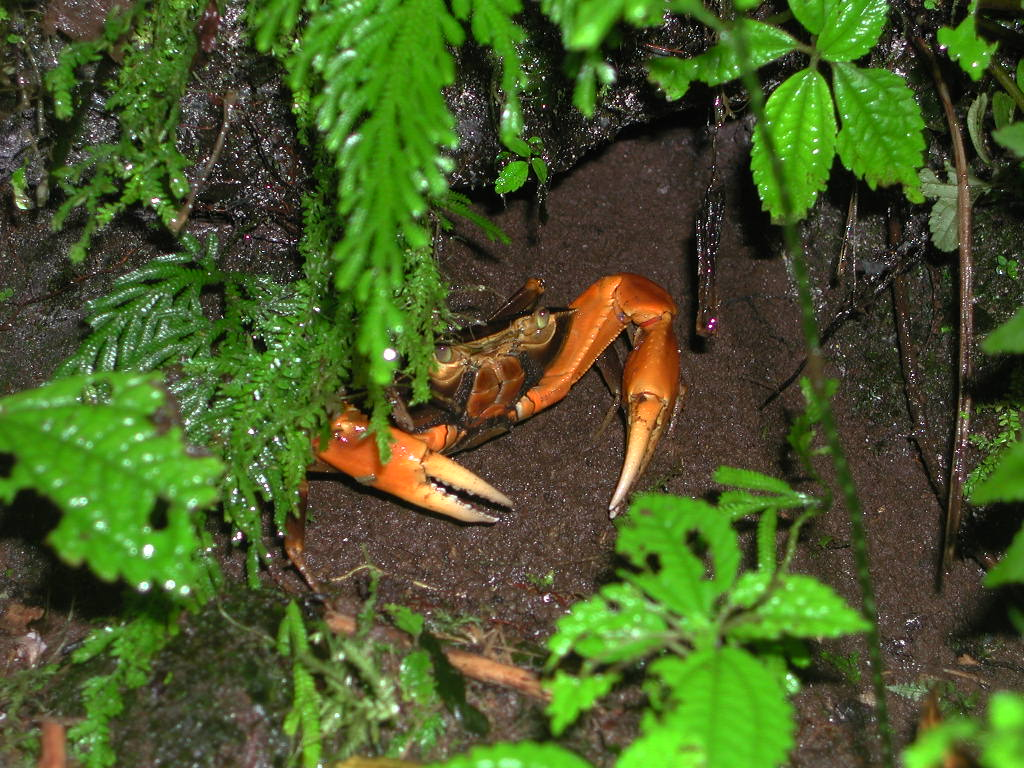
Guinotia dentata à la Dominique